# Vido Musso

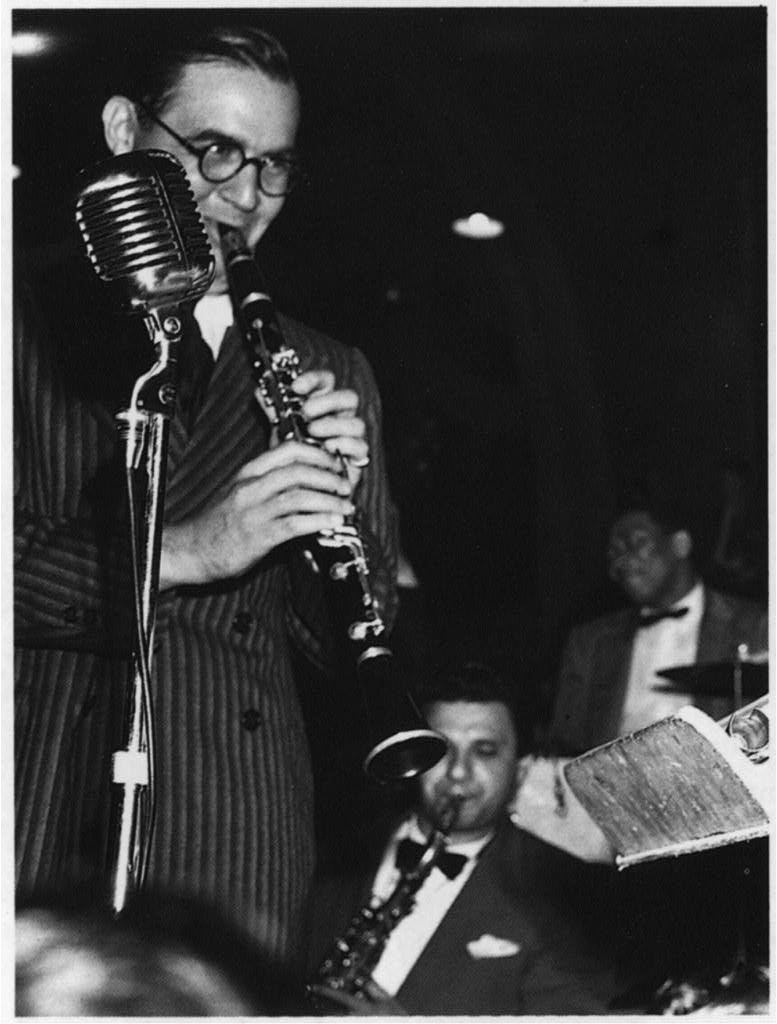
Benny Goodman (links) met Vido Musso (onder) en Sid Catlett (achtergrond), circa 19447

Vido William Musso (Carini, 17 januari 1913 - Rancho Mirage, 9 januari 1982) was een van oorsprong Italiaanse jazz-tenorsaxofonist, -klarinettist en bandleider, die het meest bekend werd door zijn werk bij Stan Kenton.
Zijn familie emigreerde naar Amerika in 1920. Musso begon op de klarinet, maar stapte later over op de saxofoon. Hij speelde in verschillende bigbands, van Teddy Wilson, Benny Goodman  (zie foto), Gene Krupa,  Tommy Dorsey, Harry James, Woody Herman en Bunny Berigan. Ook werkte hij verschillende keren met Stan Kenton, voor het eerst in 1930. In 1936 had hij kort een bigband met Kenton en in de periode 1945-1947 was hij met een korte onderbreking lid van Kenton's band. Tijdens de Tweede Wereldoorlog had hij verschillende pogingen gedaan zelf een bigband op te zetten en overeind te houden. Na zijn tijd bij Kenton werkte hij in Los Angeles en, vanaf 1957, Las Vegas.

## Discografie (selectie)
als leider:
- The Swingin'st, Modern Records, 1956
- Teenage Dance Party, Modern Records, 1957